# Алеф (эфиопская буква)
Алеф, альф (амх. አሌፍ, አልፍ) — буква эфиопского алфавита геэз. В амхарском обозначает /ʔ/. В гематрии буква «алеф» соответствует числу «один», но в системе эфиопской изопсефии для единицы подобран знак восходящий к коптской букве «альфа» и не имеющий соответствия в эфиопском алфавите — ፩ .
| F1 |

| F1 |

- አ  — алеф геэз э
- ኡ  — алеф каэб у
- ኢ  — алеф салис и
- ኣ  — алеф рабы а
- ኤ  — алеф хамыс е
- እ  — алеф садыс ы (ʔ)
- ኦ  — алеф сабы о